# Морозвиздка базилика
Морозвиздката или Мородвиската базилика (на македонска литературна норма: Морозвиздка базилика, Мордовиска базилика) е раннохристиянска православна църква, чиито руини са открити в кочанското село Мородвис, Северна Македония.
Базиликата е част от античния и средновековен град Морозвизд. Разположена е в местността Манастирище (Манастириште) или Църквище (Црквиште) в североизточната част съвременното село, на 0,6 - 0,8 km северно от Градище, където е бил укрепеният Морозвизд. Разкопките показват древно култово място, използвано в Праисторията, Античността и Средновековието. Разкрита е раннохристиянска църква от V век с голяма засводена крипта до нея. Върху нея в VI век е изградена по-голяма трикорабна базилика с 3 апсиди. В XII - XIII век върху руините на храма е изградена по-малка църква, използвана и в османската епоха.
- Църквата от югоизток
- Олтарното пространство от юг
- Общ изглед от югозапад
- Входът от запад
- Входът от юг